# Kanaarister amphibius
Kanaarister amphibius är en skalbaggsart som först beskrevs av Sylvain Auguste de Marseul 1864.  Kanaarister amphibius ingår i släktet Kanaarister och familjen stumpbaggar. Inga underarter finns listade i Catalogue of Life.